# 북적도 해류
북적도 해류(北赤道 海流)는 태평양, 대서양의 중요한 해류로 동쪽에서 서쪽으로 북위 10도에서 20도에서 흐른다.
북반구 내에서 북적도 해류는 대규모반 시계 방향 아열대 순환의 남쪽 가지이다. 북적도 해류는 적도로 연결되지 않았다. 그것은 적도 순환에서 남적도 반류에 의해 구분된다. 그것은 동쪽으로 흐른다.
이들 순환은 열대의 무역풍과 북위 30도 부근에서 발견되는 편서풍의 조합으로 서안 해류 강화 현상을 포함하는 복잡한 과정을 통해 구동된다.
적도에서 북적도 해류는 남동풍인 무역풍에 의해 직접 구동된다. 적도 위에서는 바람이 계절풍인 몬순 때문에 1년에 두 번 반대로 바뀌며 그리하여 해류는 동쪽 방향일 수도 있고 서쪽 방향일 수도 있다.

## 같이 보기
- 해류
- 물리해양학
- 적도 반류